# Takafumi Akahoši
Takafumi Akahoši (japonsky 赤星 貴文; * 27. května 1986, Fudži (Šizuoka)) je japonský fotbalový záložník, od roku 2015 hráč polského klubu Pogoń Szczecin.
Mimo Japonsko působil na klubové úrovni v Polsku, Lotyšsku a Rusku.

## Klubová kariéra
- Shimizu S-Pulse (mládež)
- Fujieda Higashi High School (mládež)
- Urawa Red Diamonds 2005–2009
- →  FC Mito HollyHock Ibaraki (hostování) 2008
- →  Montedio Yamagata (hostování) 2009
- Zweigen Kanazawa 2010
- FK Liepājas Metalurgs 2010
- Pogoń Szczecin 2011–2014
- FK Ufa 2014–2015
- →  Pogoń Szczecin (hostování) 2015
- Pogoń Szczecin 2015– [2]